# Joost van Montfoort
Joost Janszn de Rover van Montfoort (1510-1539) was de 10e burggraaf van Montfoort, heer van Kattenbroek, Heeswijk, Linschoten, dijkgraaf van Lopikerwaard en verkreeg de rechten van Purmerland terug in 1522.

## Levensloop
Hij was een zoon van Jan III van Montfoort en Charlotte van Brederode (1495-1529) een dochter van Walraven II van Brederode. Hij volgde zijn vader op als burggraaf in 1522, ook blijkt hij het bezit opnieuw te krijgen van de goederen van Purmerstein en Purmeland nadat deze in 1481 waren geconfisqueerd door het Sticht Utrecht. Op 18 oktober 1530 krijgt Joost een geld toelage van 300 florijnse guldens per jaar van Karel V, het vermoeden bestaat dat hij enige tijd dienst had in Bourgondische of Spaanse dienst. Zijn naam komt ook voor als Josse of José in die tijd in documenten. Joost heeft in 1537 een grens geschil over het domein Kockengen met Dirk van Zuylen, hij geeft zijn deel van Kockengen uiteindelijk aan de bisschop van Utrecht. Joost van Montfoort huwde met Anna van Lailang en kreeg minstens twee kinderen met haar.
- Jan IV van Montfoort (1532-1582) laatste burggraaf uit het geslacht de Rover (van Rode).
- Philippa van Montfoort (1535-1592) huwde Johan Briffeul van Merode (1530-1592), zij erfde de bezittingen van haar broer.

Joost overleed op 29-jarige leeftijd en werd opgevolgd door zijn jongere broer Hendrik V van Montfoort als burggraaf, omdat zijn zoon Jan nog niet mondig was.